# 프릭스 대모험
《프릭스 대모험》(Freaked)은 미국에서 제작된 알렉스 윈터 감독의 1993년 코미디 SF 영화이다. 브룩 쉴즈 등이 주연으로 출연하였고 스티븐 치오도 등이 제작에 참여하였다.

## 출연

### 주연
- 브룩 쉴즈

### 조연
- 윌리암 새들러
- 미스터 티
- 알렉스 윈터
- 에두아도 리카드
- 딥 로이

## 기타
- 미술: 캐서린 하드윅
- 의상: 말리사 다니엘